# Schollach
Schollach là một thị xã thuộc huyện Melk trong bang Niederösterreich.